# Реки и каналы Санкт-Петербурга
Общая протяжённость всех водотоков на территории Санкт-Петербурга достигает  284 км, а их водная поверхность составляет около 7 % всей площади города. Основная водная магистраль города — река Нева, которая впадает в Невскую губу Финского залива, относящегося к Балтийскому морю. В черте города есть множество (на данный момент 94) рек, рукавов, протоков и каналов (общей длиной около 300 км, в том числе около 20 искусственных каналов общей протяжённостью свыше 160 км).
За время существования Санкт-Петербурга гидрологическая сеть города претерпела существенные изменения. Строительство города в низком болотистом месте потребовало сооружения каналов и прудов для осушения. Вынутая при этом земля использовалась для повышения поверхности. В конце XIX века дельта Невы состояла из 48 рек и каналов, образующих 101 остров. С течением времени (по мере строительства города) многие водоёмы теряли своё первоначальное значение, загрязнялись и засыпались. В XX веке в результате засыпки каналов, протоков и рукавов число островов сократилось до 42.

## Список рек и каналов

### Нева, её рукава ипротоки(от истока к устью)
| Реки (от истока к устью) | Исток                                  | Устье                        | Общая длина, км | Примечание                                                                                  |
| ------------------------ | -------------------------------------- | ---------------------------- | --------------- | ------------------------------------------------------------------------------------------- |
| Нева                     | Шлиссельбургская губа Ладожского озера | Невская губа Финского залива | 74              | включая Большую Неву                                                                        |
| * Спартак                | Нева                                   | Нева                         |                 |                                                                                             |
| * Большая Невка          | Нева                                   | Невская губа Финского залива | 8,5             |                                                                                             |
| ** Карповка              | Большая Невка                          | Малая Невка                  | 3               |                                                                                             |
| ** Малая Невка           | Большая Невка                          | Невская губа Финского залива | 5               |                                                                                             |
| *** Крестовка            | Малая Невка                            | Средняя Невка                | 0,75            |                                                                                             |
| ** Средняя Невка         | Большая Невка                          | Невская губа Финского залива | 2,6             |                                                                                             |
| * Фонтанка               | Нева                                   | Невская губа Финского залива | 6,7             |                                                                                             |
| ** Мойка                 | Фонтанка                               | Большая Нева                 | 4,67            |                                                                                             |
| *** Пряжка               | Мойка                                  | Большая Нева                 | 1,32            | В 1915 году низовье засыпано и руслом стал Сальнобуянский канал                             |
| * Кронверкский пролив    | Нева                                   | Нева                         | 1               |                                                                                             |
| * Большая Нева           | Нева                                   | Невская губа Финского залива | 3,5             |                                                                                             |
| * Малая Нева             | Нева                                   | Невская губа Финского залива | 4,25            |                                                                                             |
| ** Ждановка              | Малая Нева                             | Малая Невка                  | 2,2             |                                                                                             |
| ** Смоленка              | Малая Нева                             | Невская губа Финского залива | 3,7             | В 1960—1970-е годы устье было засыпано (до этого впадала в Малую Неву), воды пущены в канал |

### Притоки Невы

#### Правый берег
- Утка
- Охта
  - Лубья (Луппа)
    - Горелый ручей

  - Муринский ручей
  - Оккервиль
    - Чернавка

  - Безымянный ручей (Санкт-Петербург)
- Чёрная Речка
- Глухарка
- Каменка — впадает в Лахтинский разлив

#### Левый берег
- Ижора
- Большая Ижорка
- Славянка
- Мурзинка
- Монастырка
- Чёрная речка (река у Александро-Невского монастыря) — разделена Обводным каналом на Монастырку и Волковку
- Волковка
  - Лиговский ручей
- Емельяновка

### Реки, впадающие вНевскую губу
- Дудергофка
- Екатерингофка
  - Таракановка
- Ивановка
- Красненькая
- Дачная (сейчас впадает в пруд и отводится трубопроводом в р. Красненькую)

### Другие
- Чернавка — фрагмент реки, бывшего притока Охты, сохранился на территории Большеохтинского кладбища
- Чухонка.
- Старожиловка.

### Каналы
- Обводный
- Грибоедова — частично прорыт по руслу реки Кривуши
- Крюков
- Адмиралтейский (Канал Круштейна)
- Ново-Адмиралтейский
- Лебяжья канавка
- Зимняя канавка
- Матисов
- Бумажный
- Кронверкский
- Морской
- Шкиперский канал
- Пороховой канал — Охта, канал бывших Охтинских пороховых заводов
- Гребной канал

#### Новые каналы
- Волковский (Волков) — Купчино, прорыт (спрямлён) вдоль линии Витебской железной дороги в 1966—1969 годах
- Дудергофский канал — самый «молодой», прорыт в 1980-х годах

#### Каналы Каменного острова
- Большой — Каменный остров
- Малый — Каменный остров

#### Каналы островаНовая Голландия
- Южный — Новая Голландия
- Восточный — Новая Голландия

## Гавани
- Барочный бассейн
- Французский ковш (Ковш Обводного канала, Широкий плёс, Бассейн Обводного канала, Глиняный ковш) — нижний аппендикс Обводного канала вдоль Глиняной улицы, гавань для судов
- Большая Турухтанная гавань
- Восточный бассейн — в порту
- Галерная гавань
- Гутуевская гавань
- Екатерингофский бассейн
- Ковш (Каменный остров)
- Ковш (Новая Голландия) — остров Новая Голландия
- Ковш Галерного фарватера
- Лахтинский разлив
- Лесная гавань
- Новая Канонерская гавань
- Угольная гавань

## Исчезнувшие реки и каналы

### Реки
- Лапка (Жерновка) — частично засыпана.
- Кривуша (река) (Глухая речка) — по части её русла был прокопан Екатерининский канал.
- Ольховка (приток Таракановки)
- Тентелевка
- Винновка — река на Крестовском острове, по руслу которой проложен Гребной канал
- Батарейка - река между островами Гутуевским и Канонерским, разветвляясь, образовывала ещё несколько небольших островов. Исчезла при постройке Морского канала

### Каналы
- Введенский канал
- Красный канал
- Лиговский канал
- Масляный канал
- Сальнобуянский канал
- Шкиперский проток — на карте 1915 года есть. В атласе 1977 года написано: Шкиперский проток, большая часть его засыпана в 1906 году, окончательно в 1920-х годах.

#### Каналы и реки Гутуевского острова
- Внутренний канал
- Сельдяной канал
- Межевой канал
- Новый канал - до постройки съезда с ЗСД существовала небольшая гавань на месте впадения Нового канала в Екатерингофку
- Ольховка (Гутуевская)
- Пекеза
- Таможенный канал, частично остался в виде гавани Таможенный Ковш.

#### КаналыМихайловского замка
- Церковный канал — ограждал замок с запада, вдоль нынешней Садовой улицы. Засыпан в 1820-х годах
- Воскресенский — ограждал замок с юга, вдоль Воскресенских ворот. Засыпан в 1880-х годах
- Плац-канал — канал вокруг плаца. Засыпан в середине XIX века